# 松本泰
松本 泰（まつもと たい、1887年2月22日 - 1939年4月19日）は、日本の小説家、推理作家、翻訳家。本名は松本 泰三（まつもと たいぞう）。
妻の松本恵子も作家で、北海道庁初代水産課課長伊藤一隆の二女。

## 経歴
東京府芝区に生まれる。慶應義塾大学部文学科卒業。学生時代の1911年に、少年を主人公にした自伝的小説「樹陰」を『三田文学』に発表し、『スバル』や『雄弁』などにも同傾向の作品を執筆した。これらはのちに最初の作品集『天鵞絨』（籾山書店、1913年3月）にまとめられた。同書刊行の1913年にイギリスへ遊学、1919年に帰国した。帰国後は、髙島屋に勤務しながら、『三田文学』などを舞台に、英国での経験を材料にした創作を発表した。
みずから奎運社を興して『秘密探偵雑誌』（のち『探偵文藝』と改題）を発刊し、探偵小説の創作や翻訳に活躍した。とくに、「犯罪小説」と呼ばれる分野での先駆者として知られている。
探偵作家の牙城であった雑誌『新青年』には1篇しか作品を発表していない。そのため、作風や探偵小説に対する考え方に関しても、いわゆる『新青年』系統の作家たちとは一線を画する存在であった。
翻訳家としても『ノートルダムの傴僂男』などの訳がある。
1939年、腸癌により死去。

## 作品リスト
- 『松本泰探偵小説選 1』（論創社、論創ミステリ叢書 4） 2004年2月 ISBN 4-8460-0409-0
- 『松本泰探偵小説選 2』（論創社、論創ミステリ叢書 5） 2004年3月 ISBN 4-8460-0411-2